# Williams FW28
Williams FW28 je Williamsov dirkalnik Formule 1, ki je bil v uporabi v sezoni 2006, ko sta z njim dirkala Mark Webber in Nico Rosberg. FW28 je eden najmanj uspešnih Williamsovih dirkalnikov v tridesetletni zgodovini moštva. Dirkača sta dosegla le pet uvrstitev v točke, najboljši uvrstitvi sta dve šesti mesti Webbra na Velikih nagradah Bahrajna in San Marina. Ob koncu sezone je moštvo zasedlo osmo mesto v konstruktorskem prvenstvu z le enajstimi točkami. 

## Popolni rezultati Formule 1
(legenda) (Odebeljene dirke pomenijo najboljši štartni položaj)
| Leto | Moštvo   | Motor       | Gume | Dirkača      | 1   | 2   | 3   | 4   | 5   | 6   | 7   | 8   | 9   | 10  | 11  | 12  | 13  | 14  | 15  | 16  | 17  | 18  | Toč | Prv |
| ---- | -------- | ----------- | ---- | ------------ | --- | --- | --- | --- | --- | --- | --- | --- | --- | --- | --- | --- | --- | --- | --- | --- | --- | --- | --- | --- |
| 2006 | Williams | Cosworth V8 | B    |              | BAH | MAL | AVS | SMR | EU  | ŠPA | MON | VB  | KAN | ZDA | FRA | NEM | MAD | TUR | ITA | KIT | JAP | BRA | 11  | 8.  |
| 2006 | Williams | Cosworth V8 | B    | Mark Webber  | 6   | Ret | Ret | 6   | Ret | 9   | Ret | Ret | 12  | Ret | Ret | Ret | Ret | 10  | 10  | 8   | Ret | Ret | 11  | 8.  |
| 2006 | Williams | Cosworth V8 | B    | Nico Rosberg | 7   | Ret | Ret | 11  | 7   | 11  | Ret | 9   | Ret | 9   | 14  | Ret | Ret | Ret | Ret | 11  | 10  | Ret | 11  | 8.  |